# Jazz Loft Project
Das Jazz Loft Project dokumentiert die mehrjährige Arbeit des Fotografen W. Eugene Smith, der die amerikanische Jazzszene in einem New Yorker Loft zwischen 1957 und 1965 in Bild und Ton festhielt.

## Das Jazz Loft Project
Zwischen 1957 und 1965 lebte der amerikanische Fotograf W. Eugene Smith in einem New Yorker Loft an der Avenue of the Americas (Sixth Avenue), das als das Jazz Loft bekannt wurde. Da es in der Stadt nur wenige Probenräume gab, die keine Stundenmiete verlangten, wurde das Gebäude 821 Sixth Avenue schon bald eines der wichtigsten Treffpunkte der Jazzwelt. Smith nannte den Ort, in dem er sich einen Raum mit Rigipswänden herrichtete, „ein ganz besonderes Stück Amerika“. Er brachte dann an vielen Räumen und Fluren des Gebäudes Mikrophone an und nahm circa 4.000 Stunden auf 1.740 Tonbändern auf; in und um das Gebäude entstanden auch an die 40.000 Fotografien von Smith, auf der viele Musiker der damaligen Jazzszene festgehalten sind. Die Bänder waren nach Smiths Tod im Jahr 1978 im Center for Creative Photography (CCP) an der University of Arizona untergebracht, wo sie erst 1998 entdeckt und anschließend in zwölfjähriger Archivarbeit von Sam Stephenson, Dozent für Documentary Studies an der Duke University ausgewertet, in einer Ausstellung gezeigt und 2009 in dem Buch The Jazz Loft Project veröffentlicht wurden.
The Jazz Loft Project wurde vom Center for Documentary Studies  in Kooperation mit CCP und den Erben von W.Eugene Smith organisiert; es diente der Vorbereitung und Katalogisierung von Smith´ Bändern, der Erforschung der Bänder und der Fotografien und Einholung von Interviews mit den noch lebenden Mitwirkenden der Sessions, wie etwa Bill Crow. Die überlieferten Aufnahmen bieten in erstaunlich guter Klangqualität eine musikalische und kulturelle Dokumentation der damaligen New Yorker Jazzszene. Smith notierte 139 Namen von Jazzmusikern auf den Bänderdeckeln; darunter waren bekannte Künstler wie Thelonious Monk, Zoot Sims, Roland Kirk, Bill Evans, Chick Corea, Roy Haynes und Lee Konitz, ferner Ronnie Free, Henry Grimes, Edgar Bateman, Eddie Listengart und Lin Halliday sowie viele unbekannte Musiker. Die Forschungen ergaben die Anzahl von 300 verschiedenen Künstlern auf den Bändern. Thelonious Monk wurde bei seiner Zusammenarbeit mit Hall Overton dokumentiert, so auch deren Proben mit einer Big Band für Monks Town Hall-Konzerte im Lincoln Center und in der Carnegie Hall in den Jahren 1959, 1963 und 1964.
Die überlieferten Bänder enthalten auch einige Kuriositäten von W. Eugene Smith; so hielt er auch den Straßenlärm im sogenannten Flower district fest, nächtliche Radio-Talkshows, Telefongespräche, Fernseh- und Radio-Nachrichten sowie viele Dialoge zwischen den Musikern, Künstlern, Freunden von Smith und weiteren Beteiligten. So ist ein Dialog von Monk und seinem Arrangeur Hall Overton bei deren Proben überliefert:
Monk: Niemand soll hier vom Blatt spielen. Nimm einen Takt und lass sie dann arbeiten.
Overton: Das wird hart, Mann.
Monk: Es ist immer ganz gut, den Typen das zu sagen. dann kriegen sie's schon hin
In Ergänzung zu den vielen Fotografien der Jazz-Sessions im Loft nahm Smith tausende von Straßenszenen aus seinem Fenster im vierten Stock fest. So entstand aus Smith´ Tonbändern, den Fotografien und den mündlichen Überlieferungen der Beteiligten im Sinne einer Oral History ein einzigartiges Porträt dieses Ortes und dieser Ära. Im Sommer 2007 wurden dazu über 250 Mitwirkende der Loft-Sessions interviewt. Das Projekt erfuhr 2009 mit der Veröffentlichung eines Buches, einer Radio-Reihe in Zusammenarbeit mit dem Sender „WNYC Radio“ in New York und einer Wanderausstellung 2010 seinen bisherigen Höhepunkt.

## Würdigung
Sam Stephenson bezeichnete Smiths Arbeit als „das ehrgeizigste Forschungsprojekt zum Thema Modern Jazz, das je unternommen wurde“, (...) „Aufnahmen und Bänder geben uns nun eine Ahnung von einer Subkultur, von der Welt abseits der Bühnen und Clubs, dem nächtlichen Leben der Musiker und Künstler, die uns bisher verschlossen blieben. Ganz authentisch, denn die meisten Musiker wussten nicht, dass sie aufgenommen wurden.“

## Dokumentarfilm
The Jazz Loft According to W. Eugene Smith
(Sara Fishko producer, director)
USA 2016